# بلاد الرافدين ما قبل التاريخ

خريطة بلاد الرافدين

بلاد الرافدين ما قبل تاريخ هي الفترة الممتدة ما بين العصر الحجري القديم وظهور الكتابة في منطقة الهلال الخصيب حول نهري دجلة والفرات، بالإضافة إلى المناطق المحيطة بها مثل سفوح زاغروس وجنوب شرق الأناضول وشمال غرب سوريا.
بشكل عام إن توثيق تاريخ بلاد الرافدين في العصر الحجري القديم ضعيف، مع تفاقم الوضع في جنوب بلاد الرافدين لفترات ما قبل الألفية الرابعة قبل الميلاد. وقد أدت الظروف الجيولوجية إلى دفن معظم البقايا تحت طبقة سميكة من الطمي أو غمرها تحت مياه الخليج العربي.
شهد العصر الحجري القديم الأوسط ظهور مجموعة من الصيادين وجامعي الثمار الذين عاشوا في كهوف زاغروس، وموسميًا في العديد من المواقع المفتوحة. وكانوا منتجين لصناعة حجرية من نوع الحضارة الموستيرية، وتشير بقاياهم الجنائزية الموجودة في كهف شاندر إلى وجود التضامن وممارسة التداوي بين أفراد المجموعة.
خلال العصر الحجري القديم العلوي ربما سكن الإنسان الحديث زاغروس. ويحتوي كهف شاندر فقط على أدوات مصنوعة من العظام أو قرون الأيل، وهي نموذجية لحضارة أورينياسية محلية أطلق عليها اسم «البارادوستية» من قبل المتخصصين.
في الفترة المتأخرة من العصر الحجري القديم الانتقالي، والتي تميزت بالثقافة الزرزية (نحو 3000-4000) (1)* قبل الميلاد)، ظهرت أولى القرى المؤقتة ذات الهياكل الدائرية الدائمة. ويشير ظهور الأجسام الثابتة مثل الحجر الرملي أو أحجار الرحى الجرانيتية والمدقات البازلتية الأسطوانية إلى بداية الاستقرار الحضري.
بين الألفية الحادية عشرة والعاشرة قبل الميلاد عُرفت القرى الأولى للصيادين وجامعي الثمار المستقرة في شمال العراق. ويبدو أن المنازل قد بنيت حول «المواقد»، وهو نوع من «الممتلكات» العائلية. كما عُثر على جماجم الموتى محفوظة ونشاط فني متعلق بالطيور الجارحة.
نحو 2350 حتى 2900 قبل الميلاد توسعت القرى في وديان زاغروس والبليخ (بلاد الرافدين العليا). وكان الاقتصاد مختلطًا (الصيد وبدايات الزراعة). وأصبحت المنازل مستطيلة وجرى تسجيل استخدام حجر السبج، ما يشهد على الاتصالات مع الأناضول حيث كانت هناك رواسب عديدة.
وشهدت الألفيتان السابعة والسادسة قبل الميلاد تطور ما يسمى بالثقافات «الخزفية» المعروفة باسم «الحسونة» و«سامراء» و«حلف». وقد تميزت هذه الثقافات بالإدخال النهائي للزراعة وتربية الحيوانات. وأصبحت المنازل أكثر تعقيدًا، حيث جرى بناء مساكن جماعية كبيرة حول مخزن حبوب جماعي. كما كان إدخال الري ميزة أخرى. في حين تظهر ثقافة سامراء علامات عدم المساواة الاجتماعية، يبدو أن ثقافة حلف تتكون من مجتمعات صغيرة ومتباينة ذات تسلسل هرمي واضح أو معدوم.
وفي الوقت نفسه تطورت ثقافة العُبيد في جنوب بلاد الرافدين في نهاية الألفية السابعة قبل الميلاد. ويعد تل العويلي أقدم موقع معروف لهذه الثقافة. وكانت هندستهم المعمارية متقنة وكانوا يمارسون الري، وهو أمر ضروري في منطقة حيث كانت الزراعة مستحيلة دون الري. وفي أعظم توسع لها انتشرت ثقافة العُبيد سلميًا، ربما من خلال ثقافة حلف، عبر شمال بلاد الرافدين إلى جنوب شرق الأناضول وشمال شرق سوريا.
توسعت القرى، التي لم تكن هرمية جدًا على ما يبدو، إلى مدن، وأصبح المجتمع أكثر تعقيدًا، وظهرت نخبة ثابتة مهيمنة بشكل متزايد في نهاية الألفية الرابعة قبل الميلاد. وقد شهدت المراكز الأكثر تأثيرًا في بلاد الرافدين (الوركاء «أوروك» وتيبي غاورا) الظهور التدريجي للكتابة والدولة. وتقليديًا يمثل هذا نهاية عصور ما قبل التاريخ.

## الإطار الجغرافي والأثري
تقع بلاد الرافدين في منطقة الهلال الخصيب التاريخية في الشرق الأدنى القديم حول نهري دجلة والفرات. وتتوافق بلاد الرافدين في معظمها مع العراق الحالي، مع إضافة الحدود الشمالية لسوريا الحالية والجزء الجنوبي الشرقي من تركيا. وتتمايز منطقتان ضمن هذه المنطقة: بلاد الرافدين العليا، أو الجزيرة، وبلاد الرافدين السفلى. علاوة على ذلك، فإن التشابه الثقافي القوي الذي لوحظ في جميع أنحاء بلاد الرافدين ما قبل التاريخ بين المناطق الواقعة مباشرة شرق نهر دجلة وغرب نهر الفرات يسمح بدراسة بلاد الرافدين الأكبر المطلة على سفوح جبال زاغروس.
بلاد الرافدين العليا هي منطقة نباتية جبلية مسطحة يبلغ متوسط ارتفاعها 200-300 متر، وتمتد شرق نهر دجلة وغرب الفرات. وتتلقى معظم المنطقة كميات كافية من الأمطار للزراعة الجافة. أما حدودها الجنوبية فهي الرمادي على الفرات وسامراء على نهر دجلة. ومن غير الموثق عمليًا بالنسبة للعصر الحجري القديم والعصر الحجري القديم الانتقالي هو جزء الجزيرة الواقعة بين روافد نهري دجلة والفرات. ويمكن تفسير ذلك من الناحية الأثرية، نظرًا إلى ندرة المسوحات في هذه المنطقة، ومن الناحية الإنسانية ربما كانت المنطقة غير مأهولة فعليًا خلال الفترات المعنية.
اليوم تتكون بلاد الرافدين السفلى من سهل رسوبي منحدر بلطف (37 مترًا فوق مستوى سطح البحر في بغداد). ونحو 14000 قبل الميلاد كانت الدلتا القديمة لنهري دجلة والفرات على مستوى خليج عمان. ونحو 10000 قبل الميلاد كان البحر يغطي ثلث السطح الحالي للخليج الفارسي فقط. ونتيجة لذلك جرى العثور على العديد من مواقع العصر الحجري القديم تحت مياه الخليج. وبالتالي فإن النباتات والحيوانات وعصور ما قبل التاريخ في الدلتا التي كانت جافة سابقًا لا تزال مجهولة. وتسبب نهرا دجلة والفرات اللذان يحملان رواسب الطمي في نهاية مجرييهما بارتفاع مستوى سطح البحر من جديد بعد ارتفاع مياه الخليج. وهذه الظاهرة الأخيرة دفنت تحت عدة أمتار من الطمي أو منسوب الماء كل بقايا المواقع التي ربما تكون قد أنشئت قبل الألفية الرابعة قبل الميلاد على سهل مغطى بالسهوب. والسهول الواقعة بين الضفة اليسرى لنهر دجلة وسفوح نهر زاغروس هي الدليل الوحيد المتبقي على سهوب جنوب بلاد الرافدين، التي كانت ذات يوم امتدادًا لسهوب الجزيرة الجنوبية. وبالتالي فإن سهول الطمي الحالية خالية فعليًا من أي بقايا سطحية من العصر الحجري القديم أو العصر الحجري الحديث يعود تاريخها إلى ما قبل الألفية السابعة قبل الميلاد. وهذا ليس لأن المواقع كانت غير مأهولة، بل لأنها اختفت تحت عدة أمتار من الطمي، حيث ظلت غير مستكشفة إن لم يجري تدميرها بواسطة القوى الطبيعية.

## العصر الحجري القديم السفلي
ترك الأرشانتروبيون منذ 600 ألف عام أدوات الصوان في جميع أنحاء البحر الأبيض المتوسط (مصر وسوريا وفلسطين وإيران)، مغادرين تركيا وواديي نهري دجلة والفرات، ويبدو أن أول آثار بشرية في بلاد الرافدين كانت حصيات ملساء ومطروقة ذات وجهين اكتشفت في عام 1984 بالقرب من الموصل في العراق، ويعود تاريخها إلى الأشولينية المتأخرة، أي من الربع الأخير من العصر الحجري القديم السفلي (بين 500,000 و110,000 سنة قبل الميلاد).

## العصر الحجري القديم الأوسط
جرى اكتشاف دليل إضافي على الوجود البشري في عام 1949 في باردا بالكا («الحجر المرتفع» باللغة الكردية)، وليس بعيدًا عن بلدة جمجمال في كردستان العراق. وجرى العثور على عدد من القطع الأثرية الصوانية المنحوتة السطح مثل الجندل من العصر الحجري الحديث، ما أدى إلى إجراء أبحاث أعمق في عام 1950. وتحت الرواسب النهرية على عمق مترين اكتشف الصيادون نوعًا من الورشة أو المخيم الذي جرى سكنه بشكل متكرر خلال فترة قصيرة من الوقت. وتتكون أدواتهم من الصوان ذي الوجهين، والفؤوس، والكاشطات، والحصى على شكل سواطير، ما يشير إلى العمل بالحجر والجزارة. وجرت ممارسة هذه الأنشطة بالقرب من نبع على ضفاف النهر. وعلى أساس المعايير التصنيفية والجيولوجية تشير التقديرات إلى أن الموقع يعود إلى 80000 سنة مضت (سنوات قبل الحاضر). ويبدو أن هذا التاريخ قد جرى تأكيده من خلال اكتشاف عظام الحيوانات مثل الفيل الآسيوي والكركدنيات حول الأدوات. وبعد مرور بعض الوقت اختفت هذه الحيوانات من هذه المناطق.
في بداية الدور الجليدي في وُرم اعتقد علماء ما قبل التاريخ أن الناس عاشوا في الكهوف على أساس موسمي. وفي عام 1928 اكتشفت عالمة الآثار البريطانية دوروثي غارود صناعة حجرية موستيرية في الطبقات السفلى من كهف هزار مرد في كردستان العراق، والتي توجد أيضًا في العديد من المواقع المفتوحة.